# El Periódico (Barcelona)
El Periódico, antiguamente conocido como El Periódico de Catalunya, es un diario de información general de pago y de distribución matinal, editado en Barcelona en doble versión en catalán y en español. Tiene su redacción en un edificio de la avenida de la Granvia, en Hospitalet de Llobregat, y cuenta con corresponsales propios en las principales ciudades del mundo. Formalmente se caracteriza por el gran tratamiento gráfico y la impresión de todas sus páginas en color. Según datos certificados por la Oficina de Justificación de la Difusión (OJD) y referidos al período de enero-diciembre de 2019, el promedio de lectura de El Periódico fue de 386.000 lectores diarios. El diario ocupa el sexto lugar del ranking de la prensa más leída en España, liderado por El País. 
Pertenece a Prensa Ibérica e ideológicamente está considerado progresista, cercano históricamente a las posiciones del PSC y contrario a la independencia unilateral de Cataluña. Ha recibido subvenciones por parte de la Generalidad de Cataluña, como otros medios de comunicación en soporte papel o digital, y esta le condonó 9,1 millones de euros de deuda para la compra por parte de Editorial Prensa Ibérica, condonándole también la Generalidad Valenciana otros 3,1 millones de euros.

## Historia

### Primeros años
Fundado por el barcelonés Antonio Asensio Pizarro, El Periódico de Catalunya publicó su primer ejemplar el 26 de octubre de 1978, en un momento en que existían trece cabeceras en los kioscos de Barcelona, tres de ellas deportivas. También se sacó una edición para la capital española, El Periódico de Madrid, el cual sin embargo sería un fracaso.
El Periódico vino a ocupar un espacio mediático vacío en Cataluña: un diario, redactado íntegramente en castellano, de ideología constitucionalista y progresista. Además, dio desde el principio gran cobertura a las informaciones sobre la ciudad de Barcelona y sobre deporte, que no tenían tanto espacio en el resto de diarios generalistas. Esto propició la captación no solo de nuevos lectores no acostumbrados a comprar prensa, sino también de lectores de otros periódicos.
Su salida al mercado supuso la apuesta por un nuevo concepto de periódico impreso, al dar gran relevancia a los elementos gráficos, creando un modelo que coincidiría en parte con el que, cuatro años después, USA Today revolucionaría la prensa de los Estados Unidos.

La primera redacción, situada en la calle Roger de Lauria de Barcelona, estuvo dirigida por un equipo directivo dirigido por Antonio Franco y formado por los subdirectores Enrique Arias Vega, José Luis Orosa y Julián Lago, y los periodistas Fernando Jáuregui, Ramón Miravitllas, José Luis Erviti y Juan Fermín Vílchez. Desde el principio contó con prestigiosos articulistas de todo el espectro ideológico: Emilio Romero Gómez, Manuel Martín Ferrand, Amando de Miguel, Cándido, Montserrat Roig, Manuel Vázquez Montalbán, o Antonio Álvarez Solís. A partir de 1980 y hasta 1989 incluyó la tira cómica Quico el progre, de J. L. Martín. 

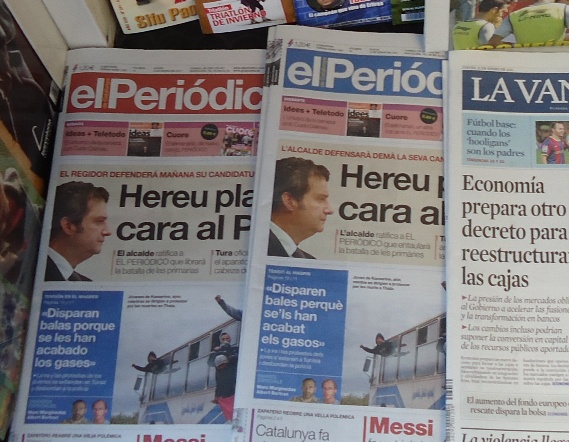
Ediciones de El Periódico en español (cabecera roja) y en catalán (cabecera azul).

### Etapa reciente
Desde octubre de 1997 el periódico tiene dos ediciones —una en castellano y otra en catalán— con contenidos idénticos. La edición en catalán está incentivada mediante subvenciones públicas.
En los últimos años ha iniciado una política de expansión, con la creación de cabeceras hermanas en diversas provincias españolas y en Andorra. Así, ha impulsado la creación de El Periòdic d'Andorra, El Periódico de Aragón (1990), El Periódico Extremadura y El Periódico Mediterráneo. Todos estos periódicos comparten con El Periódico de Catalunya las características formales y gráficas, las informaciones sobre España y política internacional, los artículos de opinión y algunos editoriales; se diferencian por la cobertura de las informaciones locales y autonómicas.
En marzo de 2015 la familia Lara, propietaria de Editorial Planeta, entra en el capital de El Periódico de Catalunya al comprar un 5,75% del rotativo, tras refinanciarse la deuda, que en el verano de 2014 ascendía a 117 millones de euros. Entró en el consejo Marta García Lara, hija de José Manuel Lara Bosch. La línea editorial del periódico ha ido pasando, a partir de entonces, desde la línea catalanista hasta la constitucionalista actual.[cita requerida]
En diciembre de 2017 el diario comenzó a dotar a la edición digital con más contenido de España. De esta manera, las noticias regionales dejaron de ocupar un lugar estratégico en la portada para dar cabida a otras noticias con mayor repercusión a escala nacional. El 31 de mayo de 2019 pasó a pertenecer a Prensa Ibérica tras la adquisición de Grupo Zeta por parte de esta empresa.

## Directores
- 1978-1982: Antonio Franco.
- 1982-1984: Ginés Vivancos.
- 1984-1988: Enrique Arias Vega.
- 1988-2006: Antonio Franco.
- 2006-2010: Rafael Nadal Farreras.
- 2010-2019: Enric Hernández.
- 2019-2020: Anna Cristeto
- Desde 2020: Albert Sáez

## Premio Catalán del Año
El Premio Catalán del Año es otorgado por el periódico a personalidades relevantes de Cataluña. Fue creado en el año 2000 y se elige al premiado por votación popular.
- 2000: Ernest Lluch.
- 2001: Pau Gasol.
- 2002: Manuela de Madre.
- 2003: Ferran Adrià.
- 2004: Joan Manuel Serrat.
- 2005: Joan Massagué.
- 2006: Neus Català.
- 2007: Pasqual Maragall.
- 2008: Vicente Ferrer i Moncho.
- 2009: Josep Guardiola.
- 2010: David Miret.
- 2011: Joaquim Maria Puyal.
- 2012: Josep Sánchez de Toledo.
- 2013: Josefina Castellví.
- 2014: Lucía Caram.
- 2015: Òscar Camps, activista.
- 2016: Oriol Mitjà, médico e investigador.
- 2017: Josep Maria Pou, actor y director.
- 2018: no celebrado.
- 2021: Jaume Plensa, escultor.
- 2022: John Hoffman, consejero delegado del Mobile World Congress.

## Periodistas y comunicadores reconocidos
- Marc Marginedas
- Albert Sáez
- Pau Arenós
- Jordi Bianciotto
- Ferran Monegal
- Olga Pereda
- Emilio Pérez de Rozas
- Juan Tapia
- Guillem Sánchez
- Josep Cuní